# Joseph Peroteaux
Joseph Peroteaux (Nantes, 8 gennaio 1883 – Parigi, 23 aprile 1967) è stato uno schermidore francese, vincitore di una medaglia d'oro nella scherma ai giochi olimpici.